# Geresdi-dombság
Geresdi-dombság är kullar i Ungern. De ligger i den sydvästra delen av landet, 150 km söder om huvudstaden Budapest.